# Jeremiah Wansing
Jeremiah Giovanni Anthony Andries Wansing (Curazao, 5 de mayo de 1983) es un futbolista de Curazao. Su actual equipo es el RKV FC Sithoc de la Liga MCB Primera División. Jugó anteriormente en el CRKSV Jong Holland.